# Nascar Grand National Series 1955
Nascar Grand National Series 1955 var den 7:e upplagan av den främsta divisionen av professionell stockcarracing i USA sanktionerad av National Association for Stock Car Auto Racing. Säsongen bestod av 45 race och inleddes redan 7 november 1954 på Tri-City Speedway i High Point i North Carolina och avslutades på 30 oktober 1955 på Orange Speedway i Hillsborough i North Carolina.
Tim Flock vann serien i en Chrysler. Det var hans andra mästerskapstitel. Dom två framgångsrikaste bilmärkena var Chrysler med 28 segrar och Oldsmobile med 10 segrar.

## Resultat
| Nr      | Datum        | Tävling           | Bana                                                         | Pole             | Vinnare         | Konstruktör | Start | Rapport |
| ------- | ------------ | ----------------- | ------------------------------------------------------------ | ---------------- | --------------- | ----------- | ----- | ------- |
| 1       | 7 november   | Race 1            | Tri-City Speedway, High Point, North Carolina                | Herb Thomas      | Lee Petty       | Chrysler    | 3     |         |
| 2       | 6 februari   | Race 2            | Palm Beach Speedway, West Palm Beach, Florida                | Dick Rathman     | Herb Thomas     | Hudson      | 2     |         |
| 3       | 13 februari  | Race 3            | Speedway Park, Jacksonville, Florida                         | Dick Rathman     | Lee Petty       | Chrysler    | 2     |         |
| 4       | 27 februari  | Race 4            | Daytona Beach Road Course, Daytona Beach, Florida            | Tim Flock        | Tim Flock       | Chrysler    | 1     |         |
| 5       | 6 mars       | Race 5            | Oglethorpe Speedway, Savannah, Georgia                       | Dick Rathman     | Lee Petty       | Chrysler    | 6     |         |
| 6       | 26 mars      | Race 6            | Columbia Speedway, Columbia, South Carolina                  | Tim Flock        | Fonty Flock     | Chevrolet   | i.u.  |         |
| 7       | 27 mars      | Race 7            | Occoneechee Speedway, Hillsborough, North Carolina           | Tim Flock        | Jim Paschal     | Oldsmobile  | 3     |         |
| 8       | 3 mars       | Wilkes County 160 | North Wilkesboro Speedway, North Wilkesboro, North Carolina  | Dink Widenhouse  | Buck Baker      | Oldsmobile  | 2     | Rapport |
| 9       | 17 mars      | Race 9            | Montgomery Motor Speedway, Montgomery, Alabama               | Jim Paschal      | Tim Flock       | Chrysler    | 5     |         |
| 10      | 24 mars      | Race 10           | Langhorne Speedway, Langhorne, Pennsylvania                  | Tim Flock        | Tim Flock       | Chrysler    | 1     |         |
| 11      | 1 maj        | Race 11           | Charlotte Speedway, Charlotte, North Carolina                | Herb Thomas      | Buck Baker      | Buick       | 16    |         |
| 12      | 7 maj        | Race 12           | Hickory Motor Speedway, Hickory, North Carolina              | Tim Flock        | Junior Johnson  | Oldsmobile  | 2     |         |
| 13      | 8 maj        | Race 13           | Arizona State Fairgrounds, Phoenix, Arizona                  | Bill Amick       | Tim Flock       | Chrysler    | 2     |         |
| 14      | 15 maj       | Race 14           | Tucson Rodeo Grounds, Tucson, Arizona                        | Bill Amick       | Danny Letner    | Oldsmobile  | 3     |         |
| 15      | 15 maj       | Race 15           | Martinsville Speedway, Ridgeway, Virginia                    | Jim Paschal      | Tim Flock       | Chrysler    | 4     |         |
| 16      | 22 maj       | Richmond 200      | Atlantic Rural Exposition Fairgrounds, Richmond, Virginia    | Arden Mounts     | Tim Flock       | Chrysler    | 22    | Rapport |
| 17      | 28 maj       | Race 17           | State Fairgrounds Speedway, Raleigh, North Carolina          | Tim Flock        | Junior Johnson  | Oldsmobile  | 3     |         |
| 18      | 29 maj       | Race 18           | Winston-Salem Fairgrounds, Winston-Salem, North Carolina     | Fonty Flock      | Lee Petty       | Chrysler    | 9     |         |
| 19      | 10 juni      | Race 19           | Lincoln Speedway, Abbottstown, Pennsylvania                  | Junior Johnson   | Junior Johnson  | Oldsmobile  | 1     |         |
| 20      | 17 juni      | Race 20           | Monroe County Fairgrounds, Rochester, New York               | Buck Baker       | Tim Flock       | Chrysler    | 3     |         |
| 21      | 18 juni      | Race 21           | Fonda Speedway, Fonda, New York                              | Tim Flock        | Junior Johnson  | Oldsmobile  | 9     |         |
| 22      | 19 juni      | Race 22           | Airborne Speedway, Plattsburgh, New York                     | Lee Petty        | Lee Petty       | Chrysler    | 1     |         |
| 23      | 24 juni      | Race 23           | Southern States Fairgrounds, Charlotte, North Carolina       | Tim Flock        | Tim Flock       | Chrysler    | 1     |         |
| 24      | 6 juli       | Race 24           | Piedmont Interstate Fairgrounds, Spartanburg, South Carolina | Tim Flock        | Tim Flock       | Chrysler    | 1     |         |
| 25      | 9 juli       | Race 25           | Columbia Speedway, Columbia, South Carolina                  | Jimmie Lewallen  | Jim Paschal     | Oldsmobile  | 5     |         |
| 26      | 10 juli      | Race 26           | Asheville-Weaverville Speedway, Weaverville, North Carolina  | Tim Flock        | Tim Flock       | Chrysler    | 1     |         |
| 27      | 15 juli      | Race 27           | Morristown Speedway, Morristown New Jersey                   | Tim Flock        | Tim Flock       | Chrysler    | 1     |         |
| 28      | 29 juli      | Race 28           | Altamont-Schenectady Fairgrounds, Altamont, New York         | Tim Flock        | Junior Johnson  | Oldsmobile  | 7     |         |
| 29      | 30 juli      | Race 29           | Syracuse Mile, Syracuse, New York                            | Tim Flock        | Tim Flock       | Chrysler    | 1     |         |
| 30      | 31 juli      | Race 30           | Bay Meadows Speedway, San Mateo, Kalifornien                 | Tim Flock        | Tim Flock       | Chrysler    | 1     |         |
| 31      | 5 augusti    | Race 31           | Southern States Fairgrounds, Charlotte, North Carolina       | Tim Flock        | Jim Paschal     | Oldsmobile  | 3     |         |
| 32      | 7 augusti    | Race 32           | Winston-Salem Fairgrounds, Winston-Salem, North Carolina     | Tim Flock        | Lee Petty       | Chrysler    | 3     |         |
| 33      | 14 augusti   | Mid-South 250     | Memphis-Arkansas Speedway, Lehi, Arkansas                    | Fonty Flock      | Fonty Flock     | Chrysler    | 1     | Rapport |
| 34      | 20 augusti   | Race 34           | Raleigh Speedway, Raleigh, North Carolina                    | Tim Flock        | Herb Thomas     | Buick       | 3     |         |
| 35      | 5 september  | Southern 500      | Darlington Raceway, Darlington, South Carolina               | Fireball Roberts | Herb Thomas     | Chevrolet   | 8     | Rapport |
| 36      | 11 september | Race 36           | Montgomery Motor Speedway, Montgomery, Alabama               | Tim Flock        | Tim Flock       | Chrysler    | 1     |         |
| 37      | 18 september | Race 37           | Langhorne Speedway, Langhorne, Pennsylvania                  | Tim Flock        | Tim Flock       | Chrysler    | 1     |         |
| 38      | 30 september | Race 38           | Raleigh Speedway, Raleigh, North Carolina                    | Fonty Flock      | Fonty Flock     | Chrysler    | 1     |         |
| 39      | 6 oktober    | Race 39           | Greenville-Pickens Speedway, Easley, South Carolina          | Bob Welborn      | Tim Flock       | Chrysler    | 2     |         |
| 40      | 9 oktober    | Race 40           | Memphis-Arkansas Speedway, Lehi, Arkansas                    | Fonty Flock      | Speedy Thompson | Ford        | 10    |         |
| 41      | 15 oktober   | Race 41           | Columbia Speedway, Columbia, South Carolina                  | Junior Johnson   | Tim Flock       | Chrysler    | 2     |         |
| 42      | 16 oktober   | Race 42           | Martinsville Speedway, Ridgeway, Virginia                    | Gwyn Staley      | Speedy Thompson | Chrysler    | 17    |         |
| 43      | 16 oktober   | Race 43           | Las Vegas Park Speedway, Las Vegas Valley, Nevada            | Norm Nelson      | Norm Nelson     | Chrysler    | 1     |         |
| 44      | 23 oktober   | Wilkes 160        | North Wilkesboro Speedway, North Wilkesboro, North Carolina  | Buck Baker       | Buck Baker      | Ford        | 1     | Rapport |
| 45      | 30 oktober   | Race 45           | Occoneechee Speedway, Hillsborough, North Carolina           | Tim Flock        | Tim Flock       | Chrysler    | 1     |         |
| Källor: |              |                   |                                                              |                  |                 |             |       |         |

## Slutställning
| Plats   | Förare          | Starter | Vinster | Top 5 | Top 10 | Pole | Varv | Prispengar | Poäng | +\-   |
| ------- | --------------- | ------- | ------- | ----- | ------ | ---- | ---- | ---------- | ----- | ----- |
| 1       | Tim Flock       | 39      | 18      | 32    | 33     | 18   | 3227 | $37 780    | 9596  |       |
| 2       | Buck Baker      | 42      | 3       | 24    | 34     | 2    | 689  | $19 771    | 8088  | –1508 |
| 3       | Lee Petty       | 42      | 6       | 20    | 30     | 1    | 769  | $18 919    | 7194  | –2402 |
| 4       | Bob Welborn     | 32      | 0       | 12    | 25     | 1    | 31   | $10 147    | 5460  | –4136 |
| 5       | Herb Thomas     | 23      | 3       | 14    | 15     | 2    | 249  | $18 023    | 5186  | –4410 |
| 6       | Junior Johnson  | 36      | 5       | 12    | 18     | 2    | 790  | $13 803    | 4810  | –4786 |
| 7       | Eddie Skinner   | 38      | 0       | 4     | 15     | 0    | 0    | $4 737     | 4652  | –4944 |
| 8       | Jim Paschal     | 36      | 3       | 12    | 20     | 2    | 305  | $10 586    | 4572  | –5024 |
| 9       | Jimmie Lewallen | 33      | 0       | 8     | 16     | 1    | 0    | $6 440     | 4526  | –5070 |
| 10      | Gwyn Staley     | 24      | 0       | 7     | 14     | 0    | 33   | $6 546     | 4360  | –5236 |
| 11      | Fonty Flock     | 31      | 3       | 12    | 14     | 5    | 430  | $13 099    | 4266  | –5330 |
| 12      | Dave Terrell    | 25      | 0       | 3     | 10     | 0    | 9    | $3 654     | 3170  | –6426 |
| 13      | Jimmy Massey    | 11      | 0       | 4     | 8      | 0    | 0    | $3 509     | 2924  | –6672 |
| 14      | Marvin Panch    | 10      | 0       | 4     | 4      | 0    | 15   | $4 384     | 2812  | –6784 |
| 15      | Speedy Thompson | 15      | 2       | 3     | 5      | 0    | 222  | $7 089     | 2452  | –7144 |
| Källor: |                 |         |         |       |        |      |      |            |       |       |

- Notering: Endast de femton främsta förarna redovisas.